# Move or Die
Move or Die este un joc multiplayer dezvoltat de studioul indie românesc Those Awesome Guys. Move or Die a fost lansat pe Microsoft Windows pe 21 ianuarie 2016 , pe PlayStation 4 pe 5 martie 2019 și pe 10 martie 2022 pe Nintendo Switch.

## Gameplay
Move or Die este un joc competitiv pentru patru jucători în care fiecare jucător controlează un personaj colorat a cărui sănătate scade rapid dacă încetează să se miște și se regenerează dacă își reia mișcarea. În fiecare rundă sunt adăugate diferite reguli sau modificări. Provocarea jucătorilor este să continue să se miște pentru a câștiga, evitând în același timp pericole. Jucătorii pot încerca, de asemenea, să se împingă unii pe alții, inclusiv în pericole.

## Recenzii
Pe Metacritic, Move or Die a primit recenzii „în general favorabile”.  Hardcore Gamer a acordat jocului nota de 4,5 din 5, lăudând simplitatea și gameplay-ul, numindu-l „foarte posibil unul dintre cele mai bune jocuri de petrecere de pe Steam”.